# Арал (Тогуз-Тороуский район)
Арал (кирг. Арал) — село в Тогуз-Тороуском районе Джалал-Абадской области Кыргызстана. Административный центр Кок-Иримского айылного аймака.

## География
Село расположено в восточной части области, на берегах реки Кёль-Бар и на правом берегу реки Кёк-Ирим, на расстоянии приблизительно 8 километров (по прямой) к западу от села Казарман, административного центра района. Абсолютная высота — 1351 метр над уровнем моря.

## Население
Согласно оценочным данным Национального статистического комитета Кыргызской Республики, численность населения села на начало 2023 года составляла 2292 человека.
| год     | 2009 | 2014 | 2015 | 2020 | 2021 | 2023 |
| ------- | ---- | ---- | ---- | ---- | ---- | ---- |
| человек | 1811 | 2143 | 2306 | 2321 | 2327 | 2292 |